# Kajsa Bergqvist
Pour les articles homonymes, voir Bergqvist.
Kajsa Margareta Bergqvist (née le 12 octobre 1976 à Sollentuna) est une athlète suédoise, spécialiste du saut en hauteur, détentrice du record du monde en salle avec 2,08 m, réalisé en 2006.

## Biographie

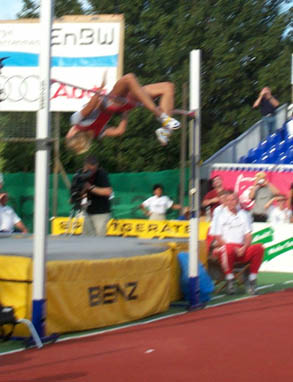
Kajsa Bergqvist en 2003 à Eberstadt, lors de son saut à 2,06 m (record personnel).

Vice-championne du monde junior 1994 à Lisbonne, Bergqvist se classe treizième l'année suivante des Championnats du monde en salle. Deux ans plus tard, à Paris, elle se classe huitième du même championnat avec 1,95 m. Aux mondiaux en plein air, elle se classe cinquième.
Aux Championnats du monde de 1999 à Séville, elle échoue au pied du podium (1,96 m) avant de remporter son premier titre continental en 2000 : elle s'impose aux Championnats d'Europe en salle avec 2,00 m. Aux Jeux olympiques de Syndey, la suédoise remporte le bronze (1,99 m).
En 2001, elle devient championne du monde en salle avec 2,00 m. Elle remporte la médaille de bronze de ces mêmes championnats lors de l'édition en plein air.
En 2002, la Suédoise remporte son premier titre européen en plein air à l'occasion des Championnats d'Europe de Munich, où sous des conditions météorologiques désastreuses (les athlètes sont trempées par la pluie), Bergqvist franchit 1,98 m.
En 2003, elle conserve son titre mondial en salle et remporte à nouveau le bronze lors de l'édition extérieur. Elle réalise ensuite une performance de 2,06 m à Eberstadt, quatrième meilleure performance de tous les temps.
Après une grave blessure en juillet 2004, rupture du tendon d'Achille, Kajsa Bergqvist ne peut participer aux Jeux olympiques 2004 et ne revient à la compétition qu'au printemps 2005, devançant toutefois de plus de six mois la date prévue par ses médecins. Elle remporte alors la médaille d'or aux Championnats du monde 2005 en battant avec 2,02 m l'américaine Chaunte Howard dans un concours qui avait d'abord débuté sur une piste détrempée.
Elle termine la saison 2005 par une nouvelle victoire, la douzième sur douze compétitions disputées, lors la finale mondiale IAAF se déroulant à Monaco. En 2006, elle bat le record du monde en salle avec 2,08 m lors du Meeting d'Arnstadt, améliorant d'un centimètre la marque de l'Allemande Heike Henkel réalisée en 1992. Cette performance n'est pas anodine lorsqu'elle sautait déjà 2,00 m à l'échauffement. Une blessure vient la freiner dans sa saison. Elle remporte tout de même le bronze des Championnats d'Europe, à domicile, avec 2,01 m. Elle est devancée par la Belge Tia Hellebaut et la Bulgare Venelina Veneva-Mateeva.  
Elle prend sa retraite sportive au tout début de l'année 2008, affirmant ne plus trouver la motivation nécessaire pour continuer.

## Palmarès

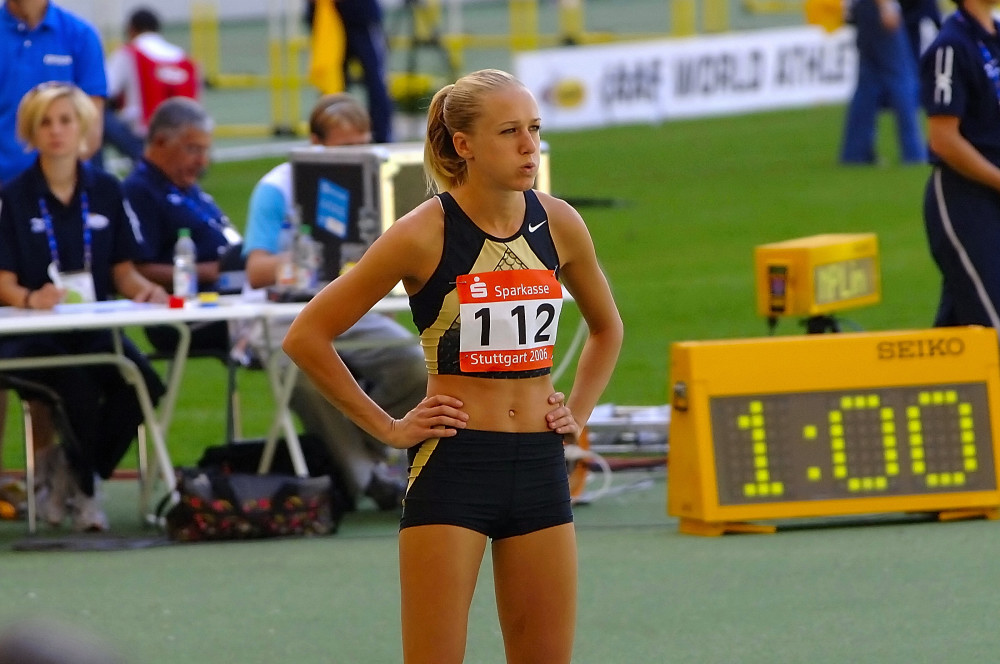
Kajsa Bergqvist en 2006 lors du meeting de Stuttgart.

| Date | Compétition                    | Lieu          | Résultat | Marque  |
| ---- | ------------------------------ | ------------- | -------- | ------- |
| 1994 | Championnats du monde juniors  | Lisbonne      | 2e       | 1,88 m  |
| 1995 | Championnats du monde en salle | Barcelone     | 13e      | 1,85 m  |
| 1997 | Championnats du monde en salle | Paris         | 8e       | 1,95 m  |
| 1997 | Championnats du monde          | Athènes       | 5e       | 1,93 m  |
| 1999 | Championnats du monde          | Séville       | 4e       | 1,96 m  |
| 1999 | Golden League                  | Golden League | 3e       | détails |
| 2000 | Championnats d'Europe en salle | Gand          | 1re      | 2,00 m  |
| 2000 | Jeux olympiques                | Sydney        | 3e       | 1,99 m  |
| 2001 | Championnats du monde en salle | Lisbonne      | 1re      | 2,00 m  |
| 2001 | Championnats du monde          | Edmonton      | 3e       | 1,97 m  |
| 2001 | Golden League                  | Golden League | 1re      | détails |
| 2002 | Championnats d'Europe en salle | Vienne        | 2e       | 1,95 m  |
| 2002 | Coupe du monde des nations     | Madrid        | 2e       | 2,02 m  |
| 2002 | Championnats d'Europe          | Munich        | 1re      | 1,98 m  |
| 2002 | Golden League                  | Golden League | 1re      | détails |
| 2003 | Championnats du monde en salle | Birmingham    | 1re      | 2,01 m  |
| 2003 | Championnats du monde          | Paris         | 3e       | 2,00 m  |
| 2003 | Finale mondiale                | Monaco        | 3e       | 1,99 m  |
| 2005 | Championnats du monde          | Helsinki      | 1re      | 2,02 m  |
| 2005 | Finale mondiale                | Monaco        | 1re      | 2,00 m  |
| 2006 | Coupe d'Europe des nations     | Malaga        | 1re      | 1,97 m  |
| 2006 | Championnats d'Europe          | Göteborg      | 3e       | 2,01 m  |
| 2006 | Finale mondiale                | Stuttgart     | 1re      | 1,98 m  |
| 2007 | Championnats du monde          | Osaka         | 7e       | 1,94 m  |
| 2007 | Golden League                  | Golden League | 4e       | détails |

## Records
| Épreuve         | Épreuve    | Performance | Lieu      | Date              |
| --------------- | ---------- | ----------- | --------- | ----------------- |
| Saut en hauteur | Plein air  | 2,06 m (NR) | Eberstadt | 26 juillet 2003   |
| Saut en hauteur | En salle   | 2,08 m (WR) | Arnstadt  | 4 février 2006    |
| Heptathlon      | Heptathlon | 4 952 pts   | Gävle     | 10 septembre 1994 |